# Sesamia madagascariensis
Sesamia madagascariensis là một loài bướm đêm trong họ Noctuidae.